# حجر نيزكي دقيق
الحجر النيزكي الدقيق هو نيزك دقيق نجا خلال دخوله الغلاف الجوي للأرض. يترواح حجم هذه الجسيمات بين 50  ميكرون و2 ميليميتر. توجد عادةً على سطح الأرض، يختلف الحجر النيزكي الدقيق عن الحجر النيزكي بأنّه أصغر منه وأكثر وفرة ومختلف في التركيب. وتشكل الأحجار النيزكية الدقيقة مجموعة جزئية من الغبار الكوني، وتتضمن أيضاً جزيئات الغبار بين الكوكبية الأصغر.
تدخل الأحجار النيزكية الدقيقة الغلاف الجوي للأرض بسرعات كبيرة (على الأقل 11  كيلومتر في الثانية) وتخضع للتسخين من خلال الضغط والاحتكاك في الغلاف الجوي. يزن الحجر النيزكي الواحد بين 10-9 و  10-4 غرام وتشكل مجتمعة معظم المواد القادمة من خارج الأرض والتي وصلت إلينا حتى يومنا هذا.
ابتكر فريد لورانس ويبل مصطلح ‹‹الحجر النيزكي الدقيق›› لوصف الأجسام بحجم الغبار التي تسقط على الأرض. تدخل في بعض الأحيان النيازك والنيازك الدقيقة الغلاف الجوي للأرض بشكل مرئي مثل الشُّهب، وعندما تنجو وتصل للأرض تسمى أحجارًا نيزكية أو أحجارًا نيزكية دقيقة.

## مقدمة
تختلف بُنى الأحجار النيزكية الدقيقة، إذ تتغير هياكلها الأساسية وتركيبتها المعدنية بسبب درجات الحرارة التي تتعرض لها أثناء دخولها الغلاف الجوي للأرض. وهي دالة على سرعتها الداخلية وزاوية دخولها. و تتراوح من جسيمات غير ذائبة تحتفظ بتركيبتها المعدنية الأصلية، إلى جسيمات ذائبة جزئياً، إلى كريات كونية ذائبة مدورة فقد البعض منها جزءاً كبيراً من كتلته بسبب عملية التبخر. يعتمد التصنيف على التركيب ودرجة التسخين.
تُحدد أصول الأحجار النيزكية الدقيقة القادمة من خارج الغلاف الجوي عن طريق التحليلات الدقيقة التي تُظهر أنه:
- يشابه المعدن الذي يحويه المعدن الذي نجده في النيازك.[6]
- يحتوي البعض منها على الفوستيت، وهو أكسيد الحديد عالي الحرارة الموجود في قشور الأحجار النيزكية الدقيقة المنصهرة.[7]
- تحوي معادنها السيليكية عناصر رئيسية وعناصر قليلة جداً بنسب مشابهة لتلك التي في النيازك.[8][9]
- وفرة المنغنيز الكوني في الكريات الحديدية، والبيريليوم الكوني، والألمنيوم، ونظير النيون الشمسي في الأحجار النيزكية الدقيقة الحجرية هي من خارج الغلاف الجوي للأرض.[10]
- يدل وجود الحبيبات المتشكلة قبل نشوء النظام الشمسي في بعض الأحجار النيزكية الدقيقة والديتيريوم الفائض في الأحجار النيزكية الدقيقة الفائقة الكربون على أنها ليست من خارج غلاف الأرض فحسب، بل إنّ بعض مكوناتها تشكلت حتى قبل تشكل نظامنا الشمسي.[11][12]

يدخل ما يقدر ب 40000±20000 طن من الغبار الكوني في العام الغلاف الجوي العلوي، ويصل من هذا الغبار إلى سطح الأرض سنوياً ما يقدر بأقل من 10% من هذه الكمية أي 2700±1400 طن في العام. لذلك، تكون كتلة الأحجار النيزكية الدقيقة المترسبة أكبر بحوالي 50 مرة من تلك المقدرة للنيازك والتي تمثل حوالي 50 طن في العام، يشير هذا العدد الهائل من الجسيمات الذي يدخل الغلاف الجوي للأرض كل عام إلى أنّ المجموعات الكبيرة من الأحجار النيزكية الدقيقة تحتوي على جسيمات من كل الأجسام المنتجة للغبار في النظام الشمسي بما في ذلك الكويكبات، والمذنبات، والشظايا من القمر والمريخ. توفر المجموعات الكبيرة من الأحجار النيزكية الدقيقة معلومات عن حجم، وتركيب، وتأثيرات التسخين للغلاف الجوي وأنواع المواد التي تتراكم على الأرض، وتعطي الدراسات التفصيلية للحجر النيزكي الدقيق نظرة عن أصلها، وطبيعة الكربون، والأحماض الأمينية، والحبيبات المتشكلة قبل تشكل النظام الشمسي التي تحتوي عليها.

## مواقع الجمع
جُمعت الأحجار النيزكية الدقيقة من الرواسب في أعماق البحار، والصخور الرسوبية، والرواسب القطبية. جُمعت سابقاً بشكل أساسي من الثلج والجليد القطبي بسبب تراكيزها المنخفضة على سطح الأرض، ولكن في العام 2016 اكتُشفت طريقة لاستخراجها في البيئات الحضرية.

### رواسب المحيط
جُمعت الأحجار النيزكية الدقيقة الذائبة (الكريات الكونية) لأول مرة من الرواسب في أعماق البحار خلال بعثة تشالنجر الممتدة من عام 1873 حتى  1876. وجد موري ورينارد عام 1891 مجموعتين من الأحجار النيزكية الدقيقة: الأولى عبارة عن كريات مغناطيسية سوداء مع أو بدون نوى معدنية، والثانية كريات ذات بنية بلورية ولون بني شبيهة بالكاندرول. في عام 1883، أشاروا أنّ هذه الكريات من خارج الغلاف الأرضي لأنها وجدت بعيدة عن مصادر الجسيمات الأرضية، وهي لا تشبه المجالات المغناطيسية المُنتجة في الأفران في ذلك الوقت، ونواها المعدنية المكونة من النيكل والحديد لا تشبه النوى المعدنية التي وُجدت في الصخور البركانية. كانت الكريات أكثر وفرة في الرواسب التي تتراكم بشكل بطيء، وخاصة في الطين الأحمر المترسب أسفل عمق تعويض الكربونات، وهذا ما يدعم الأصل النيزكي. بالإضافة لتلك المجالات المغناطيسية في النوى المتشكلة من الحديد والنيكل، تحتوي بعض الكريات الأكبر من 300  ميكرون نوى عناصر من المجموعة البلاتينية. استُخرجت الكريات الكونية من رواسب المحيط منذ أول عملية جمع لتشالنجر باستخدام الكور، والبوكس كور، وملتقطات الصدف، والمزلجات المغناطيسية. استرجعت زلاجة مغناطيسية معروفة باسم (ماك ريك كوزميك) آلاف الكريات الكونية من عمق 10 سنتيمترات في الطين الأحمر في قاع المحيط الهادي.

### الرواسب الأرضية
تحتوي الرواسب الأرضية أيضاً على الأحجار النيزكية الدقيقة، وُجدت في العينات التي:
- تملك معدلات ترسيب منخفضة مثل الأحجار الطينية[18] والأرضيات الكربونية الصلبة.[19][20]
- التي تذوب بسهولة مثل الرواسب الملحية[21] والأحجار الجيرية.[22]
- الموجودة بشكل كتل مثل مركزات المعادن العالية الموجودة في الصحارى[23] ورمال الشاطئ.

أقدم الأحجار النيزكية الدقيقة هي كريات حديدية متغيرة بشكل كامل وُجدت في أرضيات كربونية عمرها بين 140 إلى 180 مليون عام.

### الأحجار النيزكية الدقيقة الحضرية
أظهرت دراسة جديدة عام 2016 أنّ الأسطح المسطحة في المناطق الحضرية تشكل أماكن خصبة لاستخراج الأحجار النيزكية الدقيقة. تملك الكريات الكونية الحضرية عمرًا أرضيًا أقصر وتغيرها أقل من التي وُجدت سابقاً.
قد يجد الجامعون الهواة الأحجار النيزكية الدقيقة في المناطق حيث يتركز الغبار من مساحة كبيرة، مثل مواسير التصريف.

### الرواسب القطبية
الأحجار النيزكية الدقيقة الموجودة في الرواسب القطبية أٌقل تجوية بكثير من تلك الموجودة في البيئات الأرضية، والذي يبرهنه الزجاج بين الخلوي، ووجود أعداد كبيرة من الكريات الزجاجية والأحجار النيزكية الدقيقة غير الذائبة، وأنواع الجسيمات النادرة أو المفقودة في العينات المستخرجة من عمق البحر.
جُمعت الأحجار النيزكية الدقيقة التي وُجدت في المناطق القطبية من ثلوج غرينلاند، والجليد الأزرق في أنتاركتيكا، والحطام الريحي في أنتاركتيكا، وفي قلوب الجليد، وفي قاع مياه القطب الجنوبي، ومصائد الرواسب في أنتاركتيكا، والثلوج الحالية في أنتاركتيكا.

## تصنيف وأصول الأحجار النيزكية الدقيقة

### التصنيف
التصنيف الحديث للنيازك والأحجار النيزكية الدقيق معقد، وفي ورقة مراجعة في 2007، يلخص كروت وآخرون تصنيف النيازك الحديث. يتطلب ربط مجموعات تصنيف النيازك بالأحجار النيزكية الدقيقة مقارنة خصائصها العنصرية والبنيوية والنظائرية.